# Robert Jacquinot
Robert Jacquinot (31 december 1893 - 17 juni 1980) was een Frans wielrenner.

## Levensloop en carrière
Jacquinot werd prof in 1921. Hij won 4 etappes in de Ronde van Frankrijk en droeg 4 dagen de gele trui in 1922 en 1923.

## Resultaten in voornaamste wedstrijden
| Jaar | Ronde van Italië | Ronde van Frankrijk | Ronde van Spanje |
| ---- | ---------------- | ------------------- | ---------------- |
| 1919 |                  | opgave              |                  |
| 1920 |                  | opgave              |                  |
| 1921 |                  | opgave              |                  |
| 1922 |                  | opgave (2)          |                  |
| 1923 |                  | 25e (2)             |                  |
| 1924 |                  | opgave              |                  |
| 1925 |                  | opgave              |                  |

- Bibliothèque nationale de France: cb14977105d (data)
- International Standard Name Identifier: 0000 0004 5094 1415
- Virtual International Authority File: 316737165